# Ellen Schepelern
Ellen Rafn Schepelern, född 
13 februari 1876 i Porsgrunn i Norge, död 28 oktober 1937 i Viborg i Danmark var en dansk filantrop och missionär.
Schepelern var dotter till bokhållare Peter Karenius Wright  och Laura Valentine Henriette Rafn. Hon flyttade till Danmark som tonåring och fick tjänst som hushållerska på prästgården i Gislev på Fyn där hon mötte sin blivande make, prästen 
Frederik Schepelen. Paret gifte sig år 1895 och tio år senare flyttade fyrbarnsfamiljen till Århus där Frederik Schepelen hade fått tjänst som kaplan vid Vår Frue Kirke.
Ellen Schepelern engagerade sig i filantropiskt arbete och år 1906 tog hon initiativ till det som senare blev känt som Kvindehjælpen. Tillsammans med en äldre diakonissa uppsökte hon unga prostituerade på gator och krogar. Hon missionerade och delade ut böcker och fick efterhand flera medarbetare.
I början betalade hon utgifterna själv men senare skaffade hon pengar genom olika insamlingar. Hon uppfordrade prästfruarna till att skaffa pengar till ett ställe där kvinnorna kunde bo. Det första härbärget öppnade år 1910.
Ellen Schepelern deltog i det praktiska arbetet i Århus tills hon flyttade med sin make till Slagelse år 1916. Hon fortsatte emellertid som ordförande för Kvindehjælpen och arbetade för att skapa fler hem för kvinnor och deras barn. Vid sin död år 1937 hade hon stiftat fem hem och en hushållsskola.